# Simon Sulzer
Simon Sulzer (Schattenhalb, 23 de setembro de 1508 — Basileia, 22 de junho de 1585) foi um teólogo, reformador e antístite da Igreja de Basileia.

## Biografia
Fez seus estudos fundamentais em Berna e Lucerna. A súbita morte de seu pai, preboste na cidade de Interlaken, o forçou a recorrer a trabalhos manuais para se manter. Trabalhou como barbeiro em Estrasburgo e assistiu aulas com Martinus Bucerus e Wolfgang Capito (1478-1541). Em 1531, se mudou para Basileia, onde se associou a Simon Grynaeus, trabalhando como leitor de prova na oficina tipográfica de Johannes Hervagius (1497-1559), e também atuou como professor.  Em 1533 foi professor em Berna, professor de teologia da Academia e pastor do colegiado. 
Em 1536 decide sua preferência pela teologia de Lutero, que vem a conhecer em Wittenberg, em 1538, tendo a figura do reformador o impressionado muito, como revelaria a seu amigo Joachim Vadianus (1484-1551). Ele reclamou das discordância de Lutero com relação ao suíços. Durante esse período, a geração mais antiga de reformadores de Berna, tais como, Berchtold Haller (1492-1536) e Franz Kolb (1465-1535) haviam morrido, e uma nova direção se estabelecera por alguns teólogos de Estrasburgo, à qual ele também aderiu. Devido à sua inteligência e erudição, logo se tornou líder dos clérigos de Berna.  O impacto causado pela sua influência era multifacetário e ambíguo. A luta com os seguidores de Ulrich Zwingli (1484-1531) desgastaram as suas forças, porém, em 1548, teve de ceder, e abandonou a cidade. Em 1552 atuou como professor de hebraico e depois deu aulas sobre o Novo Testamento em Basileia (1554-56).
Em 1549, recebeu um posto como primeiro pastor da Igreja de São Pedro, em Basileia, depois como professor e antístite da igreja de Basileia em 1553. Aqui ele agiu com mais cuidado do que em Berna. Ele se esforçou muito para conseguir a reconciliação entre as igrejas da Alemanha e da Suíça, embora mantivesse uma distância relativa entre as posições mantidas pelos seguidores de Zwingli e de Calvino. Suas inclinações luteranas o levaram a favorecer a Fórmula de Concórdia (1577) em detrimento da Segunda Confissão Helvética (1562), bem como promover a confissão privada, a utilização de órgãos e de sinos pela igreja. De modo que ele ocupava uma posição desconfortável diante das igreja da Suíça, provocando com isso a oposição. Seus esforços se mostraram ser um episódio efêmero em Basileia.  
Sem abandonar o seu posto em Basileia, foi também Superintendente (chefe da divisão administrativa de uma igreja protestante) em Rötteln, pequena cidade alemã, que hoje faz parte do distrito de Haagen, na cidade de Lörrach, Baden-Württemberg e desempenhou papel relevante no papel da introdução da Reforma na Marca de Baden-Durlach. Sulzer foi um trabalhador enérgico e responsável até idade avançada.